# Nielsen Media Research
Nielsen Media Research – międzynarodowa firma badawcza specjalizująca się w telemetrycznych badaniach oglądalności telewizji.

## AGB Nielsen Media Research
AGB Nielsen Media Research Sp. z o.o. była jedną z dwóch firm (obok OBOP) dostarczających dane telemetryczne dla polskiej telewizji. Dawniej występowała pod nazwą AGB Polska. Od 1 maja 2010 roku działa pod nazwą Nielsen Audience Measurement. Zmiana podyktowana została zmianami właścicielskimi pomiędzy AGB Nielsen Media Research a The Nielsen Company.